# Garcinia atroviridis
Garcinia atroviridis là một loài thực vật có hoa trong họ Bứa. Loài này được Griff. ex T.Anderson mô tả khoa học đầu tiên năm 1874.

## Hình ảnh

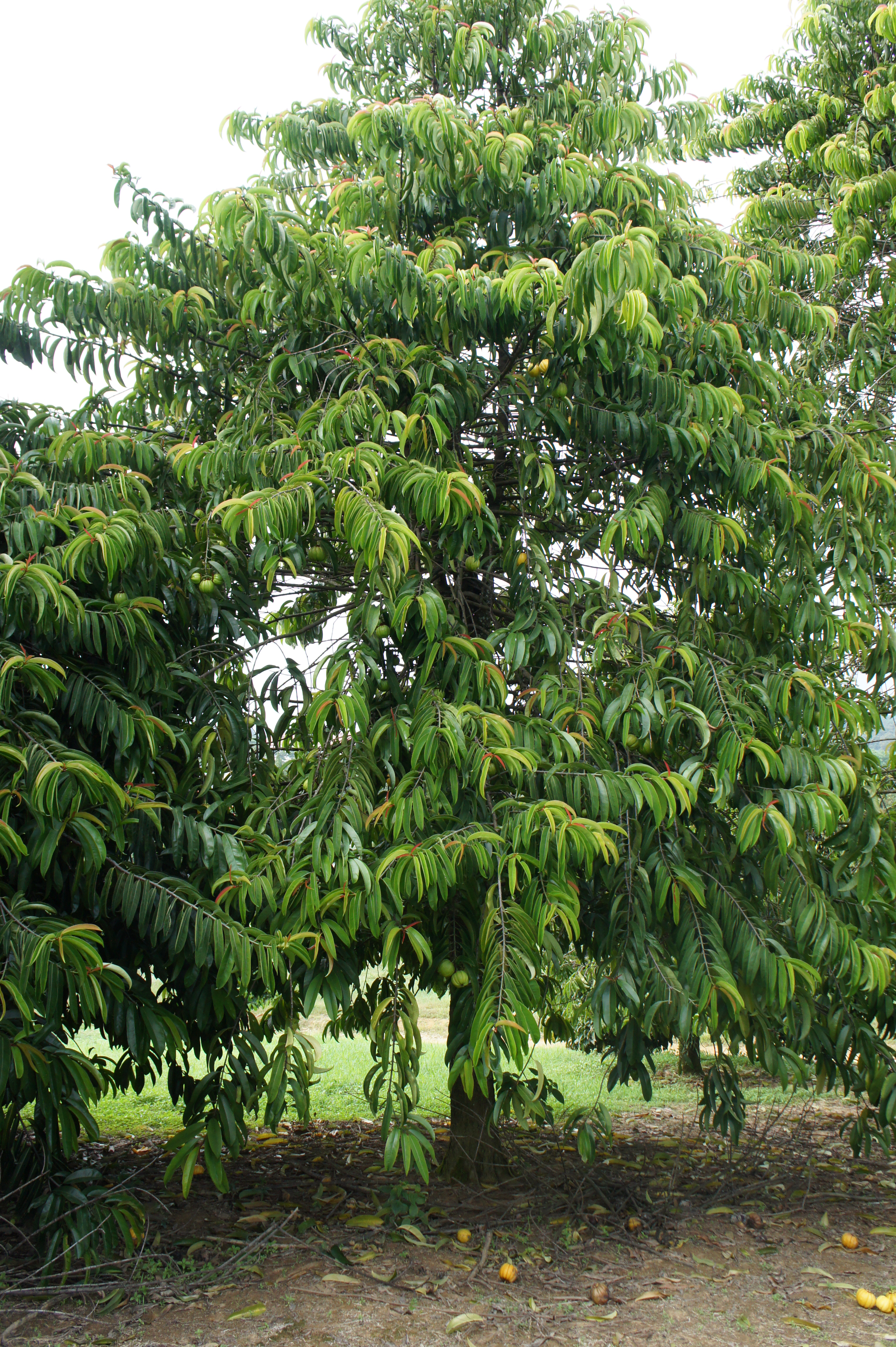
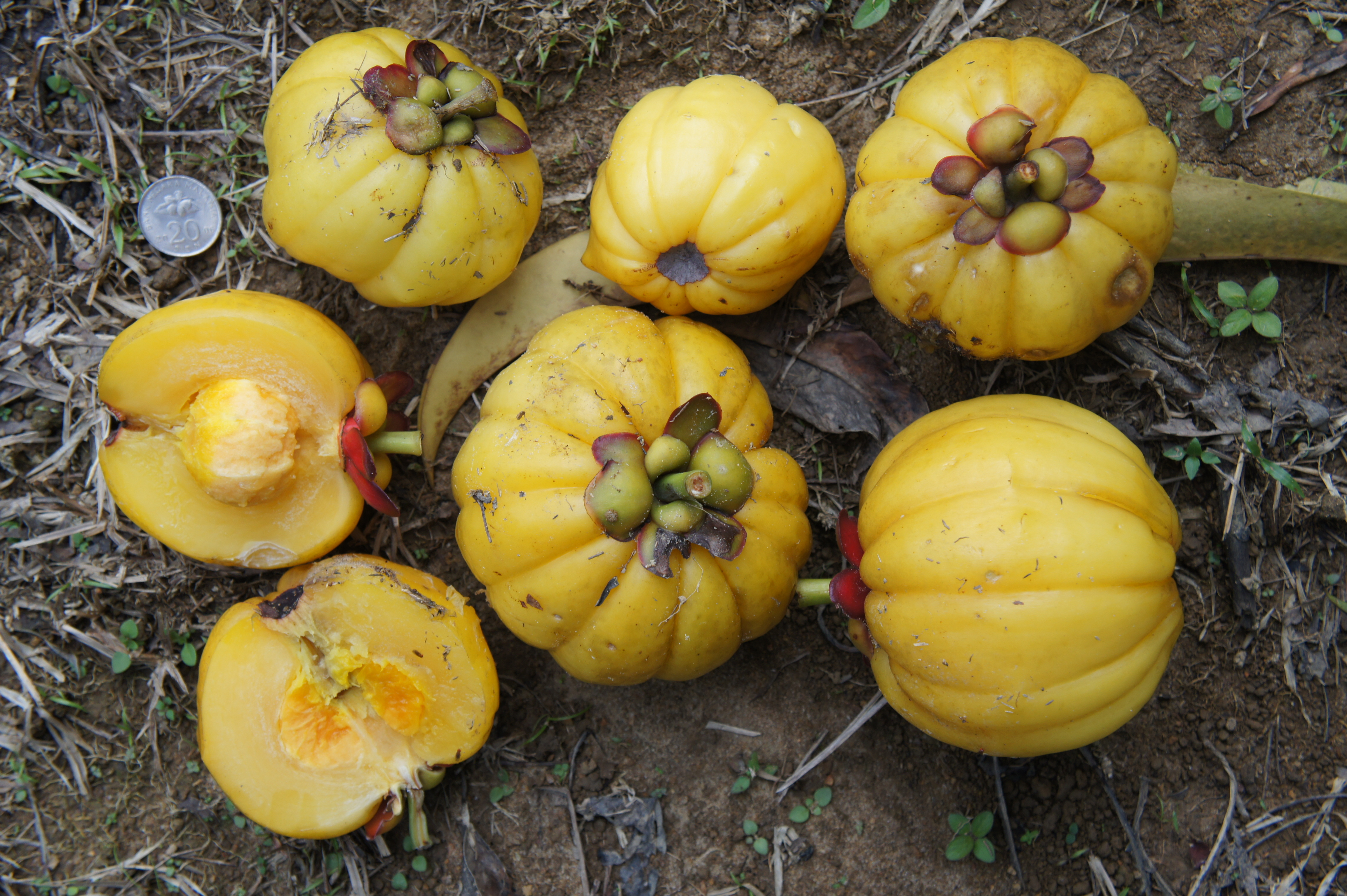
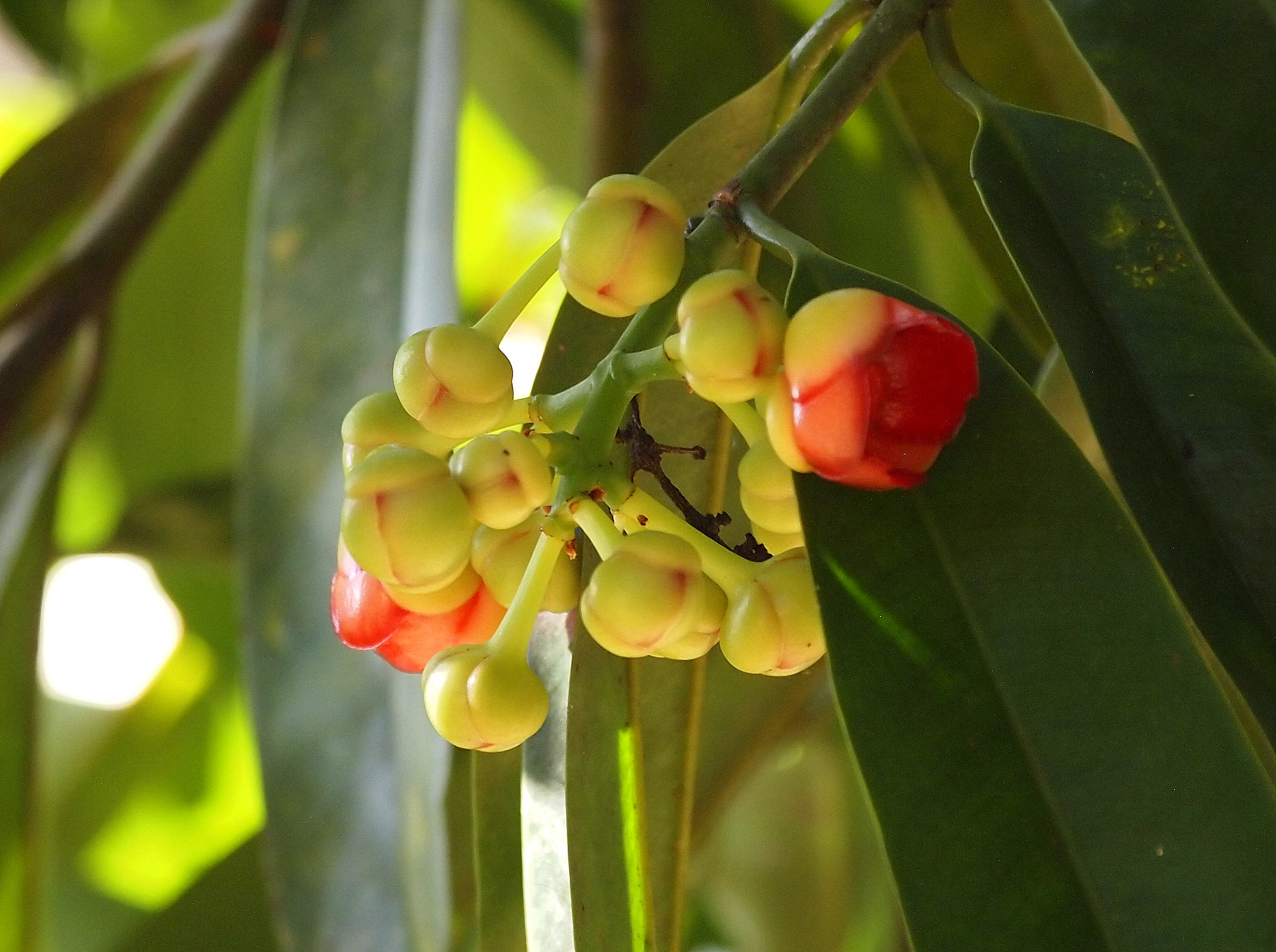
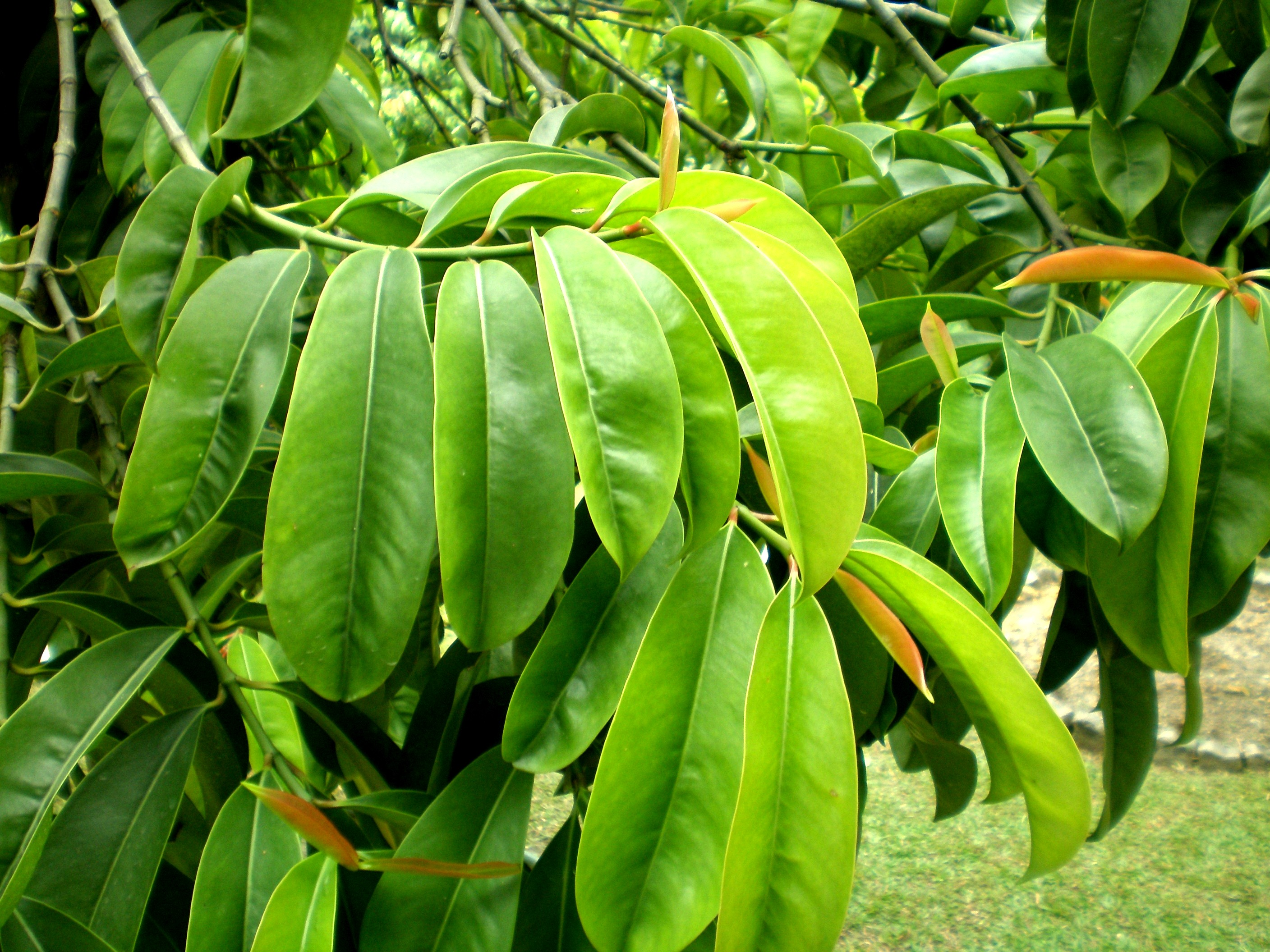